# Benjamín Prades
Benjamín Prades Reverter (Alcanar, 26 ottobre 1983) è un ciclista su strada spagnolo che corre per il VC Fukuoka. Professionista dal 2014, in carriera ha vinto numerose corse del calendario UCI Asia Tour.
Anche suo fratello minore Eduard Prades è un ciclista professionista.

## Palmarès
- 2007 (dilettanti)

Escalada a Montjuich Elite 2
- 2013 (dilettanti)

1ª tappa Volta a Galicia (Vigo > Vigo)
- 2015 (Matrix Powertag, quattro vittorie)

2ª tappa Banyuwangi Tour de Ijen (RTH Maron > Taman Blambangan)
3ª tappa Tour of Japan (Minami > Minami)
2ª tappa Tour de Kumano (Kumano > Kumano)
Classifica generale Tour de Kumano
- 2016 (Team Ukyo, due vittorie)

2ª tappa Banyuwangi Tour de Ijen (Genteng > Banyuwangi)
5ª tappa Tour de Flores (Ruteng > Labuhan Bajo)
- 2017 (Team Ukyo, una vittoria)

Classifica generale Tour de Taiwan
- 2022 (Team Ukyo, una vittoria)

Tour de Okinawa
- 2023 (JCL Team UKYO, una vittoria)

Mine AKIYOSHI-DAI Karst International Road Race
- 2024 (VC Fukuoka, tre vittorie)

3ª tappa Tour of Mersin (Tarso > Ayvagediği)
2ª tappa Tour de Kumano (Kumano > Kumano)
3ª tappa Tour of Bostonliq (Oqtosh > Oqtosh)
- 2025 (VC Fukuoka, tre vittorie)

6ª tappa Tour of Japan (Sagamihara > Sagamihara)
4ª tappa Tour de Banyuwangi Ijen (Maron Genteng > Ijen)
Classifica generale Tour de Banyuwangi Ijen

### Altri successi
- 2008

Trofeu Abelard Trenzano - Sant Pere de Ribes (Criterium)
- 2015 (Matrix Powertag)

Classifica a punti Tour de Banyuwangi Ijen
- 2016 (Team Ukyo)

Classifica a punti Tour de Flores
- 2017 (Team Ukyo)

Classifica scalatori Tour de Taiwan
- 2023 (JCL Team UKYO)

Classifica scalatori Tour de Kyushu